# Kortsporig kratertje
Het kortsporig kratertje (Stictis minor) is een schimmel behorend tot de familie Stictidaceae. Hij leeft saprotroof op hout. Hij komt voor op stengels van braam (Rubus).

## Verspreiding
In Nederland komt het kortsporig kratertje uiterst zeldzaam voor.